# Cadiana
Cadiana ou Quidiana é uma pequena cidade e comuna rural na circunscrição de Colondieba, na região de Sicasso ao sul do Mali. Em 1998, havia 15 745 residentes na comuna, em 2009, 21 548. A comuna inclui 18 vilas.